# سعادت قلی‌خان بغایری
سعادت قلی خان بغایری از امرا و خوانین خراسان بود، و در سبزوار حکومت داشت.
در سال ۱۲۳۳ ه‍.ق فتح خان وزیر شاه محمود افغانی، به تحریک محمد خان قرایی به قصد انتقام جویی از والی خراسان لشکر کشید. سعادت قلی خان هم مانند سایر خوانین خراسان تحت تأثیر محمد خان قرائی قرار گرفت و با فتح خان سازش کردند.
ولی، شجاع السلطنه والی خراسان غائله را خاتمه داد، فتحعلی شاه در این سال به خراسان رهسپار شد و در بام و صفی‌آباد، سعادت قلی خان بغایری با برادرش مرتضی قلی خان به حضور وی رسیدند و اظهار اطاعت نمودند و از طغیان خود عذر خواستند.